# West Frankfort (Illinois)
West Frankfort es una ciudad ubicada en el condado de Franklin en el estado estadounidense de Illinois. En el Censo de 2010 tenía una población de 8182 habitantes y una densidad poblacional de 629,93 personas por km².

## Geografía
West Frankfort se encuentra ubicada en las coordenadas 37°53′58″N 88°55′51″O / 37.89944, -88.93083. Según la Oficina del Censo de los Estados Unidos, West Frankfort tiene una superficie total de 12.99 km², de la cual 12.88 km² corresponden a tierra firme y (0.82%) 0.11 km² es agua.

## Demografía
Según el censo de 2010, había 8182 personas residiendo en West Frankfort. La densidad de población era de 629,93 hab./km². De los 8182 habitantes, West Frankfort estaba compuesto por el 97.16% blancos, el 0.4% eran afroamericanos, el 0.29% eran amerindios, el 0.65% eran asiáticos, el 0.02% eran isleños del Pacífico, el 0.42% eran de otras razas y el 1.05% pertenecían a dos o más razas. Del total de la población el 1.67% eran hispanos o latinos de cualquier raza.